# Cottendorfia florida
Cottendorfia es un género monotípico de plantas con flores perteneciente  la familia  Bromeliaceae. Su única especie: Cottendorfia florida Schult.f., es originaria de Brasil.

## Descripción
Es una planta perenne, herbácea que a veces se forma por la acción de propagación vegetativa en rosetas basales. Las vainas se forman solo indistintamente. Las hojas son simples hojas de hasta 1 m de largo, 1,2 cm de ancho, estrecho lineales, con una punta de púa. El margen de la hoja es lisa y no reforzado. La superficie inferior de la hoja está densamente cubierto de pelos blancos.
Cottendorfia florida forma una inflorescencia paniculada.  Las discretas brácteas son estrechamente triangulares y las brácteas rara vez miden más de 2 mm.  Las pequeñas flores triples de solo 7 mm de largo, hermafroditas. Los tres sépalos libres, amplio ovales, obtusos son de aproximadamente de 3 mm de largo y sin pelo. El lado izquierdo de cada hoja taza cubre el lado derecho de la siguiente. Los tres libres pétalos son blanquecinos, elípticas y obtusas. 

## Distribución
Se encuentra en el noreste de Brasil, en la Guayana en Highlands y en zonas secas en los estados del sur de Piauí y Bahia solo en la Serra do Sincorá. Ellos crecen en sitios rocosos en altitudes de aproximadamente 1200 metros.

## Taxonomía
Cottendorfia florida fue descrita por Schult. & Schult.f. y publicado en Systema Vegetabilium 7(2): 1193. 1830.
Etimología
Cottendorfia: nombre genérico que fue nombrado en honor del patrón de las ciencias alemán Johann Georg Freiherr Cotta von Cottendorf (1796-1863)